# Bank für Süddeutschland
Die Bank für Süddeutschland war eine Privatnotenbank mit Sitz in Darmstadt.

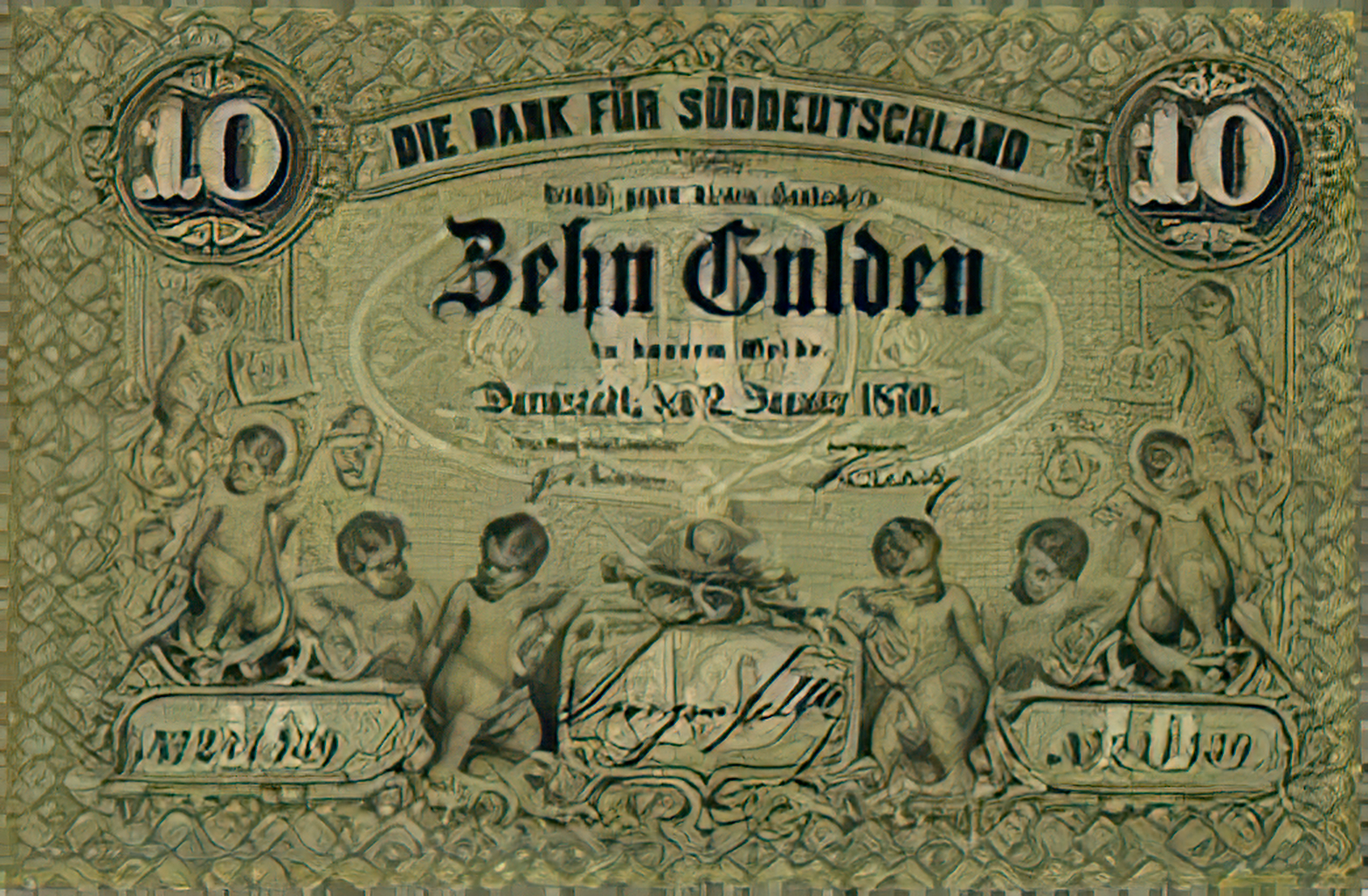
Banknote über 10 Gulden der Bank für Süddeutschland, 1870

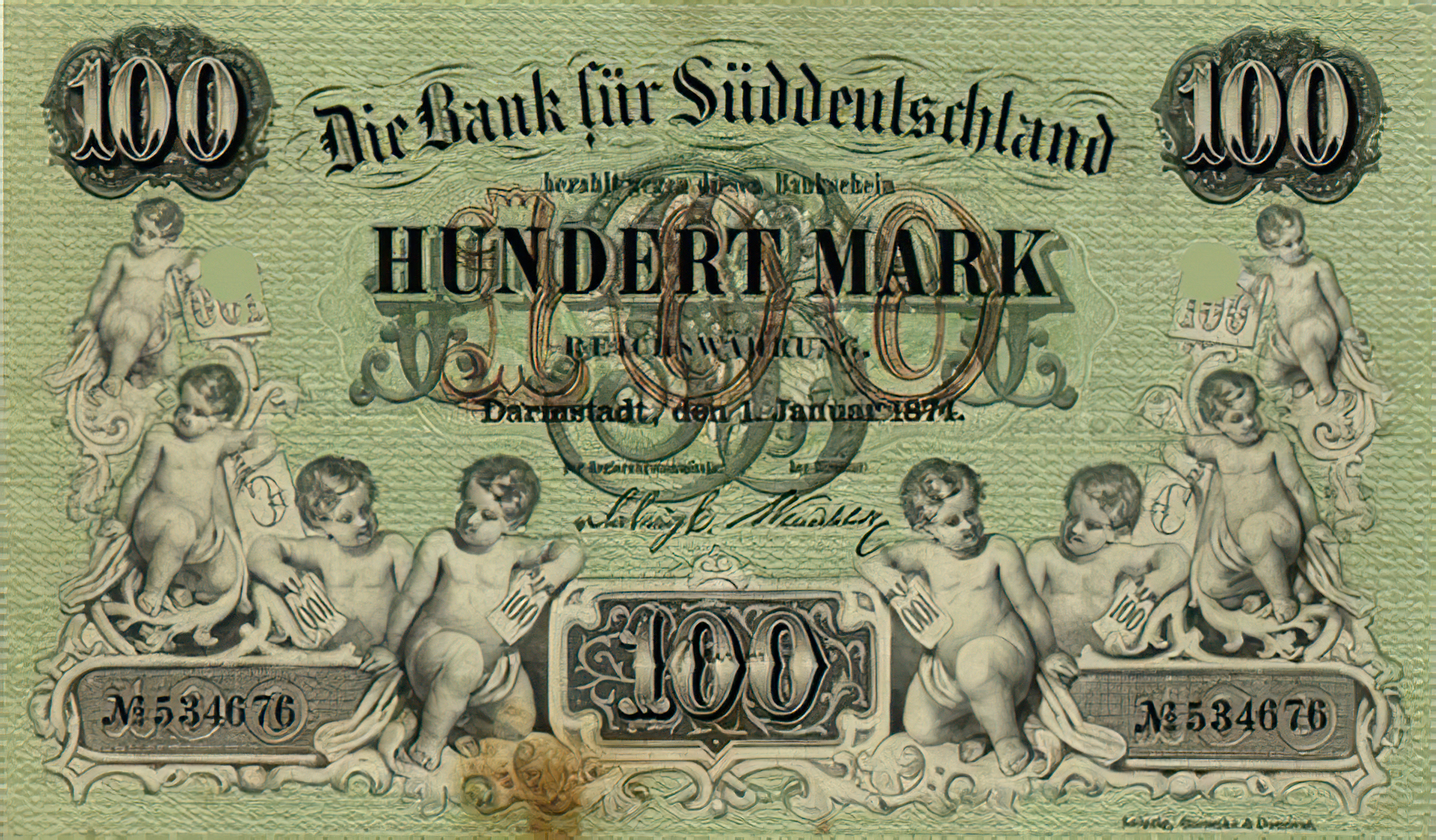
Banknote über 100 Mark der Bank für Süddeutschland, 1875

## Geschichte
1846 stellte der Bankier Moritz von Haber den Antrag auf eine Konzession für eine Bank für Süddeutschland bei der Regierung des Großherzogtums Hessen. Diese sah das Vorhaben grundsätzlich positiv, setzte jedoch voraus, dass sich eine Reihe namhafter deutscher Bankiers an der Gründung beteiligen würden. Die Wirren der Märzrevolution stoppen die Planungen. Stattdessen gab die Schuldentilgungskasse des Großherzogtums Hessen 1848 selbst Banknoten unter dem Namen "Grundrentenscheine" heraus. Gemäß dem Gesetz über Grundrentenscheine aus dem Jahr 1848 wurden im selben Jahr Scheine im Nennwert von 1, 5 und 10 Gulden und 1849 mit 35 und 70 Gulden herausgegeben.
1853 erhielt die Bank für Handel und Industrie (Darmstadt) eine großherzoglich hessische Konzession als Geschäftsbank. Die gleichzeitig beantragte Konzession für die Bank für Süddeutschland wurde von der endgültigen Finanzierung der Rhein-Main-Bahn abhängig gemacht. Nachdem diese Bedingung erfüllt war, wurde 1855 die Konzession erteilt. Die Direktion war die gleiche wie die der Bank für Handel und Industrie. Sie hatte das Recht Banknoten in Gulden, Taler und Franken zu emittieren. 1856 gab sie eine Serie von Banknoten in den Stückelungen 10, 25, 50 und 100 Taler sowie die gleichen Stückelungen in Gulden heraus. 1857 wurde die 10 Taler-Note und 1870 die 10- und 25-Gulden-Note durch eine Neuausgabe ersetzt.
Die meisten der Nachbarstaaten des Großherzogtums Hessen verboten jedoch die Annahme der Banknoten. Entsprechend blieb der Umlauf der Scheine hinter den Erwartungen zurück. Nach der Reichseinigung verlor die Bank für Süddeutschland mit dem Bankgesetzes vom 14. März 1875 das Recht zur Ausgabe der kleineren Stücklungen. Diese wurden eingezogen. Lediglich der 100-Mark-Schein blieb im Umlauf, bis die Bank 1902 im Zuge der Übernahme durch die Bank für Handel und Industrie (Darmstadt) auf ihr Recht zur Notenausgabe verzichtete. Neben dem Emissionsgeschäft betrieb die Bank kurzfristiges Kreditgeschäft.